# Cuarta República de Venezuela
La Cuarta República de Venezuela es, por consenso, la denominación que recibiría el Estado venezolano tras su separación de la Gran Colombia en 1830, posterior al establecimiento y disolución de la Tercera República de Venezuela (1817-1819). Es un concepto histórico-político ideado por el presidente Hugo Chávez para definir a sus antecesores del período 1830-1999, proclamando la fundación de la Quinta República el 5 de agosto de 1999, cambiándose el nombre del país a la República Bolivariana de Venezuela en honor a Simón Bolívar.
El historiador Elías Pino Iturrieta refuta que la Cuarta República haya terminado y se haya fundado una quinta, mientras que el historiador Diego Bautista Urbaneja propuso una conceptualización alternativa de la historia con el inicio de la «Primera República» en 1830-1857, la «Segunda República» en 1870-1899, la «Tercera República» en 1909-1945, la «Cuarta República» en 1958-1999, y la «Quinta República» en 1999-2013, habiendo terminado con la muerte de Chávez, según él (lo que sugeriría el inicio de una «Sexta República» desde 2013, tras la llegada de Nicolás Maduro).
Actualmente en los libros de historia escolares se enseña la posición político-histórica chavista de que la Cuarta República terminó.